# Parafia Opatrzności Bożej w Ostrowi Mazowieckiej
Parafia rzymskokatolicka pw. Opatrzności Bożej w Ostrowi Mazowieckiej – parafia rzymskokatolicka należąca do dekanatu Ostrów Mazowiecka - Wniebowzięcia NMP, diecezji łomżyńskiej, metropolii białostockiej.
Została erygowana w 2002 z terenu parafii Wniebowzięcia NMP. Nabożeństwa sprawowane są w kaplicy szpitalnej przy ulicy Małkińskiej.

## Miejsca kultu
Kościół parafialny
Budowa od września 2010 r. Dnia 11.03.2012 r., ks. bp Janusz Stepnowski, Biskup Łomżyński, wmurował kamień węgielny, a 10 maja 2018 r. pobłogosławił kościół.
Kościoły filialne i kaplice
- Kaplica w szpitalu[2]
- Tymczasowa kaplica, pobłogosławiona przez ks. bp Stanisława Stefanka w dniu 11 kwietnia 2002 r[1].

## Zasięg parafii
W granicach parafii znajdują się miejscowości
- Biel
- Ugniewo.

oraz ulice Ostrowi Mazowieckiej
- Akacjowa,
- A. Bałdygi,
- Bielska,
- A. Billewiczówny,
- Brzozowa,
- Bukowa,
- Bursztynowa,
- Chopina,
- Cisowa,
- Cyprysowa,
- Dębowa,
- Dolna,
- S. Dubois (nr parzyste),
- B. Głowackiego,
- Gródźki,
- Hajduczka,
- J. Harusewicza,
- Jaśminowa,
- Jesionowa,
- Jodłowa,
- Kalinowa,
- Kasztanowa,
- Ketlinga,
- Kiemliczów,
- J. Kochanowskiego,
- T. Kolasińskiego,
- Konwaliowa,
- M. Kopernika,
- Książęca,
- Kwiatowa,
- Lawendowa,
- Lazurowa,
- Magnolii,
- Malinowa,
- Małkińska,
- Mazowiecka,
- Modra,
- Modrzewiowa,
- I. Mystkowskiego,
- Piaskowa,
- K. Piłata (nr parzyste),
- Plac Waryńskiego (nr 10–18),
- Podstoczysko,
- Poziomkowa,
- Prosta,
- J. Radwańskiego,
- R. Kowalskiego,
- P. Sapiehy,
- P. Skargi,
- J. Skrzetuskiego,
- L. Surowskiego,
- Szpitalna,
- Śnieżna,
- Świerkowa,
- K. Taczanowskiego,
- Targowa,
- Wieczorka,
- Wiejska,
- M. Wołodyjowskiego,
- Wrzosowa,
- Wspólna,
- Wysoka,
- O. Zagłoby,
- Zawiszy,
- Zdrojowa